# راسبورة بورنيونية
راسبورة بورنيونية (الاسم العلمي:Rasbora borneensis ) هي نوع من الأسماك تتبع جنس الراسبورة من فصيلة الشبوطيات.